# 류샤 (작가)
류샤(중국어 간체자: 刘霞, 정체자: 劉霞, 병음: Liú Xiá, 한자음: 유하, 1961년 4월 1일 ~ )는 중국의 시인, 화가, 사진가로 2010년 노벨 평화상 수상자인 류샤오보의 부인이다.
베이징시에서 세금 공무원의 딸로 태어났으며 1980년대에 류샤오보를 처음 만났다. 1996년에는 법원으로부터 노동 개조 3년형을 선고받고 재교육 수용소에서 복역 중이던 류샤오보와 결혼했다. 2010년 10월 8일에 자신의 남편인 류샤오보가 노벨 평화상 수상자로 선정된 직후에 중국 공안 당국으로부터 베이징 자택에서 가택 연금 처분을 받았고 공안의 삼엄한 감시로 인해 외부와의 연락이 완전히 차단되었다. 류샤는 감옥에 수감 중이던 류샤오보를 대신해서 노벨 평화상 시상식에 참석하려고 했지만 이마저도 무산되었다.
류샤오보가 2017년 7월 13일에 사망하면서 류샤는 중국 정부에 가택 연금 해제와 해외 치료를 요구했고 독일, 영국, 미국을 비롯한 서방권 국가들도 중국 정부에 류샤의 가택 연금 허용과 해외 출국을 허용해 줄 것을 요구했다. 류샤는 2018년 7월 10일에 독일 베를린에 도착하면서 가택 연금 처분이 해제되었다. 베를린에서 해외 치료를 받은 류샤는 나중에 독일에 거주하게 된다.